# إريك يونغ (لاعب كرة قاعدة)
إريك يونغ (بالإنجليزية: Eric Young)‏ هو لاعب كرة قاعدة أمريكي، ولد في 18 مايو 1967 في نيو برونزويك في الولايات المتحدة.

## وصلات خارجية
- اريك يونغ على موقع دوري كرة القاعدة الرئيسي (الإنجليزية)
- اريك يونغ على موقعبيزبول رفرنس.كوم (الدوري الرئيسي) (الإنجليزية)
- اريك يونغ على موقعبيزبول رفرنس.كوم (الدوري الثانوي) (الإنجليزية)
- اريك يونغ على موقع إي إس بي إن.كوم (أم.أل.بي) (الإنجليزية)
- اريك يونغ على موقع مشجعي الرسوم البيانية (الإنجليزية)